# 71-142
71-142 (nazwa handlowa Kuzbass) – typ niskopodłogowego wagonu tramwajowego, wytwarzanego od 2020 r. w rosyjskich zakładach UKWZ w Ust´-Katawiu. Tramwaj powstał częściowo w oparciu o dokumentację przejętą od zlikwidowanego zakładu PTMZ z Petersburga. 

## Konstrukcja
71-142 to dwuczłonowy, jedno- lub dwukierunkowy, w pełni niskopodłogowy, przegubowy, silnikowy wagon tramwajowy. Nadwozie oparte jest na dwóch dwuosiowych wózkach. Obydwa wózki są napędowe, a każdą z osi wprawia w ruch jeden silnik asynchroniczny o mocy 105 kW. Do wnętrza tramwaju prowadzi czworo (odmiana jednokierunkowa 71-142) lub ośmioro (odmiana dwukierunkowa 71-142.1) dwupłatowych drzwi odskokowych. Obwody główne tramwaju zasilane są napięciem 550 V DC, a pomocnicze napięciem 24 V DC. Motorniczy kieruje tramwajem za pomocą ręcznego zadajnika jazdy. Wewnątrz tramwaju, w zależności od wersji, umieszczono 34 (71-142) lub 40 (71-142.1) tapicerowanych siedzeń. Przedział pasażerski oświetlono lampami LED i wyposażono w informację pasażerską, Wi-Fi i gniazdka USB.

## Dostawy
| Państwo        | Miasto         | Typ            | Lata dostaw    | Liczba | Numery taborowe |       |
| -------------- | -------------- | -------------- | -------------- | ------ | --------------- | ----- |
| Rosja          | Nowokuźnieck   | 71-142.1       | 2020           | 2      |                 | [ 5 ] |
| Łączna liczba: | Łączna liczba: | Łączna liczba: | Łączna liczba: | 2      |                 |       |

## Eksploatacja
Pod koniec 2019 r. miasto Nowokuźnieck i zakład UKWZ z Ust´-Katawia zawarły umowę na dostawę siedmiu jednoczłonowych tramwajów typu 71-623-04 oraz dwóch dwuczłonowych typu 71-142.1. Pierwszy tramwaj 71-142.1 dostarczono do Nowokuźniecka 23 września 2020 r., a drugi 25 listopada tego samego roku. W grudniu rozpoczęto jazdy próbne, a tramwaje miały zostać włączone do ruchu liniowego w styczniu 2021 r.